# Bastennes
Bastennes é uma comuna francesa na região administrativa da Nova Aquitânia, no departamento Landes. Estende-se por uma área de 7,32 km². Em 2010 a comuna tinha 262 habitantes (densidade: 35,8 hab./km²).